# 1294 Antwerpia
Az 1294 Antwerpia (ideiglenes jelöléssel 1933 UB1) a Naprendszer kisbolygóövében található aszteroida. Eugène Joseph Delporte fedezte fel 1933. október 24-én.